# Steen Olaf Welding
Steen Olaf Welding (* 6. November 1936 in Viljandi/Estland; † 13. Juni 2019 in Braunschweig) war ein deutscher Philosoph und Universitätsprofessor. Er wurde 2001 emeritiert und veröffentlichte weiterhin philosophische Aufsätze und Bücher.

## Biographie
Steen O. Welding studierte von 1960 bis 1969 Philosophie und Geschichte an den Universitäten Göttingen, Hamburg und Graz. 1969 promovierte er an der Universität Göttingen. 1972 bis 1974 erhielt er ein Forschungsstipendium der DFG zu dem Thema "Über den Begriff logischer Funktionen"; die Ergebnisse dieser Forschungen wurden in Aufsätzen zur Logik veröffentlicht. Ab 1971 war er Lehrbeauftragter für Philosophie an der Universität Göttingen, 1975 an der Universität Marburg, 1977 an der PHN Braunschweig. Er erblindete 1976.
Ab 1978 war er wissenschaftlicher Mitarbeiter am Seminar für Philosophie der Technischen Universität Braunschweig, anschließend außerplanmäßiger Professor für Philosophie. 1991 habilitierte er sich an der TU Braunschweig mit der Habilitationsschrift: Fundamenta Ethica. Die Begründungsstruktur von Moralität.

## Arbeitsgebiete
Weldings Themen sind die Logik, die Philosophie des Geistes, die Erkenntnistheorie, die Ethik und die Geschichte der Philosophie. Maßgeblich für seine Arbeiten sind seine kritischen Untersuchungen zum Satz vom ausgeschlossenen Widerspruch, zum Gettier-Problem, zum Universalienproblem, zu Wittgensteins Spätwerk und zur Philosophie des Geistes.

## Veröffentlichungen

### Bücher
- Der Begriff der Existenz. Eine Untersuchung über Eigenschaften und Merkmale eines Begriffs. 137 S. Göttingen 1971. (Dissertation)
- Fundamenta ethica : die Begründungsstruktur von Moralität. 198 S. Franz Steiner Verlag, Stuttgart 1994, ISBN 3-515-06480-X.
- Die Unerkennbarkeit des Geistes: Phänomenale Erfahrung und menschliche Erkenntnis. 240 S. Klett-Cotta, Stuttgart 2002, ISBN 3-608-94334-X.
- Analytische Logik: Die Begründungsstruktur gültiger Schlüsse. 72 S. LIT Verlag, Münster 2009, ISBN 3-643-10273-9.
- Logik und Erkenntnis. Drei kritische Studien. 44 S. Shaker Medien, Aachen 2011, ISBN 3-832-29939-4.
- Wo denn bin ich? Einige essentielle Fragen der Philosophie. 104 S. Meiner Verlag, Hamburg 2016, ISBN 3-787-33000-3.

### Aufsätze (Auswahl)
- Gibt es eine Forschungslogik? Das Problem wissenschaftstheoretischer Erklärungen. Digitale Bibliothek der Technischen Universität Braunschweig, 2007. PDF online
- Werden die Junktoren der klassischen Logik richtig interpretiert?. Digitale Bibliothek der Technischen Universität Braunschweig, 2011. PDF online
- Is it possible to explain the validity of an inference?. Digitale Bibliothek der Technischen Universität Braunschweig, 2012. PDF online
- Die logische Inkonsistenz des Universalienproblems. Digitale Bibliothek der Technischen Universität Braunschweig, 2013. PDF online
- Die dunkle Materie der Logik. Digitale Bibliothek der Technischen Universität Braunschweig, 2013. PDF online
- Sind Wittgensteins Bemerkungen über Sprachspiele, Spiele und Familienähnlichkeiten philosophisch instruktiv? Anmerkungen zur Frage der Kohärenz seines Spätwerks. Digitale Bibliothek der Technischen Universität Braunschweig, 2013. PDF online
- Die behavioristische Fehldeutung der Handlung. Digitale Bibliothek der Technischen Universität Braunschweig, 2013. PDF online